# Karl Hetzel (Rosenzüchter)
Karl Hetzel (* 1923; † 16. Mai 2003) war ein deutscher Rosenzüchter mit dem Code HEL.

## Leben
Karl Hetzel war gelernter Elektrotechniker. Er wohnte in Beutelsbach und später in Oberderdingen und arbeitete einige Zeit in Schweden. Ab 1970 befasste er sich mit der Rosenzucht, wobei er insbesondere widerstandsfähige und winterharte Rosen hervorzubringen versuchte; 1976 wurde diese Freizeitbeschäftigung zum Beruf, ein Jahrzehnt später gelang Hetzel die Züchtung der ersten stachellosen Rose, die ihm internationale Anerkennung einbrachte. Diese Rose nannte er nach der schwedischen Kronprinzessin Victoria. Getauft wurde die Rose durch die schwedische Königin Silvia in Göteborg. Weitere Züchtungen benannte er nach Sportgrößen wie Steffi Graf oder nach Rosenliebhabern und -züchtern und Gartenbauspezialisten wie Walter Rieger oder dem Künstler Otto Ludwig Kunz, der 1949 erstmals einen Rosenkalender illustriert hatte. Seine Rosenprinzessin Evi erhielt den 3000. Sortenschutzrechtstitel.
Karl Hetzel sorgte in Oberderdingen für die Anlage eines Rosengartens. Insgesamt beherbergt der 1993 angelegte Rosengarten etwa 800 Rosen in 60 verschiedenen Sorten. Im Jahr 2001 ehrte die Gemeinde Oberderdingen Hetzel mit der Bürgermedaille.